# マルチウ産業
マルチウ産業株式会社（MARUCHU SANGYO CO.,LTD.）は、かつてサンダルや靴を製造・販売を行っていた日本の企業。

## 概要
1968年5月に設立。翌1969年にサンリオと提携。その後もビーチサンダルやリゾートサンダル、スニーカーやケミカルシューズを外注で製造し、販売代理店経由で販売を行っていた。マルチウ産業の商品は2000円〜3000円の中価格帯の商品が中心で、低価格志向の中で、マルチウ産業は自社の商品企画力を発揮したモノづくりにこだわった。バンダイやサンリオのキャラクターを採用した商品は人気が高く、2002年3月期は約54億1600万円の売上があった。
しかし、その後は少子化の影響やライセンスブランドの契約終了などで減収傾向をたどり、2011年3月期の売上が約27億1400万円に減少。仕入れ価格の上昇に合わせて価格改定を数回実施したが、これを境に売上が急減。2014年に神奈川県中小企業再生支援協議会の支援のもとで再建を図ろうとしたが、2017年3月期の売上は約19億8600万円までに落ち込み、2018年3月期における債務超過額も、約12億円にまでに膨らんだ。
海外生産委託先の見直しや人件費等の削減を実施したもののも奏功せず、2017年11月には取引先の金融機関から債権譲渡登記が設定された。マルチウ産業は2018年8月28日に横浜地方裁判所へ民事再生法適用を申請。同年8月31日に横浜地裁から民事再生手続の開始決定を受けた。
その後、マルチウ産業は再生計画案に盛り込んだスポンサー候補との事業譲渡契約の確約を期限内に得ることが不可能となり、2019年1月4日に横浜地裁から民事再生手続廃止決定を受け、同時に保全管理命令を受けた。1ヶ月の保全管理期間中にスポンサー候補への事業譲渡を図ろうとしたが、交渉がまとまらず、2019年2月15日に横浜地裁から破産手続開始決定を受けた。
マルチウ産業が手掛けていた事業は、破産管財人から2019年3月1日に設立された株式会社マルチウコーポレーションへ譲渡された。マルチウ産業は同年12月25日に法人格が消滅した。

## 沿革
- 1968年5月 - 設立。
- 1969年 - 山梨シルクセンター（現:サンリオ）と提携。
- 1975年 - マルチウ大船工業有限会社を設立。
- 1977年 - ライトニングボルト・ジャパンと「LIGHTNING BOLT」の商品化権契約を締結。
- 1993年 - 三共生興と「HANG TEN」の商品化権契約を締結。
- 2000年 - 創業者の小川喜清社長が死去。長男の小川陽清が代表取締役社長に就任。
- 2001年 - クリムゾンと「TOWN & COUNTRY SURF DESIGNS」の商品化権契約を締結。
- 2014年 - 神奈川県中小企業再生支援協議会の支援を受ける。
- 2017年 - サンエックスと「リラックマ」並びに「すみっコぐらし」のキャラクターライセンス契約を締結。
- 2018年
  - 8月28日 - 横浜地方裁判所に民事再生法適用を申請。
  - 8月31日 - 横浜地方裁判所から民事再生手続開始決定を受ける。
- 2019年
  - 1月4日 - 横浜地方裁判所から民事再生手続廃止決定を受ける。
  - 2月15日 - 横浜地方裁判所から破産手続開始決定を受ける。
  - 12月25日 - 法人格消滅。